# Estadio Dr. Nicolás Leoz
L'Estadio Dr. Nicolás Leoz est un stade de football paraguayen situé dans le quartier de Las Mercedes, à Asuncion. Cette enceinte, d'une capacité de 10 500 places, est le domicile de l'équipe paraguayen du Club Libertad.
Son nom actuel lui a été donné en l'honneur de l'ancien président du club Nicolás Leoz (1969-1970 puis 1974-1977) qui est, depuis 1986, le président de la CONMEBOL.